# Olivella (djur)
Olivella är ett släkte av snäckor. Olivella ingår i familjen Olividae.

## Dottertaxa tillOlivella, i alfabetisk ordning[1]
- Olivella acteocina
- Olivella alba
- Olivella alectona
- Olivella anazora
- Olivella baetica
- Olivella biplicata
- Olivella bullula
- Olivella cymatilis
- Olivella dama
- Olivella dealbata
- Olivella fimbriata
- Olivella fletcherae
- Olivella floralia
- Olivella fuscocincta
- Olivella gracilis
- Olivella intorta
- Olivella inusta
- Olivella lactea
- Olivella lineolata
- Olivella macgintyi
- Olivella minuta
- Olivella moorei
- Olivella mutica
- Olivella nivea
- Olivella parva
- Olivella perplexa
- Olivella petiolita
- Olivella purpurata
- Olivella pusilla
- Olivella rosolina
- Olivella rotunda
- Olivella rufifasciatus
- Olivella semistriata
- Olivella sphoni
- Olivella stegeri
- Olivella steveni
- Olivella strigata
- Olivella tabulata
- Olivella tergina
- Olivella thompsoni
- Olivella walkeri
- Olivella watermani
- Olivella verriauxii
- Olivella zanoeta
- Olivella zonalis